# Boogeyman 2
Pour les articles homonymes, voir Boogeyman.
Série
Boogeyman
(2005) Boogeyman 3
(2009)
Pour plus de détails, voir Fiche technique et Distribution.
Boogeyman 2 est un film d'horreur américain réalisé par Jeff Betancourt et sorti en 2007.
Le film est précédé par Boogeyman, réalisé par Stephen T. Kay et sorti en 2005. Une suite, Boogeyman 3, est réalisée par Gary Jones et sort en 2009.

## Synopsis
Laura est jeune fille traumatisée par le Boogeyman. Son frère, Henry, lui recommande d'aller suivre un traitement dans l'hôpital où il est allé. Laura est bien accueillie par le Dr Jessica Ryan, psychiatre de renommée. Elle fait la connaissance des autres qui suivent eux aussi un traitement. L'après-midi de l'arrivée de Laura, Gloria retrouve le cadavre de Mark dans la cage de l'ascenseur. Et c'est alors que la tuerie commence... Ce qui semble être le Boogeyman tue tous les patients un par un, tout en leur faisant vivre leur pire peur.

## Distribution
- Danielle Savre (VF : Caroline Combes) : Laura Porter
- Matt Cohen (VF : Sébastien Desjours) : Henry Porter
- Chrissy Griffith : Nicky
- Michael Graziadei (VF : Taric Mehani) : Darren
- Mae Whitman (VF : Karine Foviau) : Alison
- Renée O'Connor (VF : Marie-Laure Dougnac) : Jessica Ryan
- Tobin Bell : Mitchell Allen
- Johnny Simmons (VF : Paolo Domingo) : Paul
- David Gallagher : Mark
- Lesli Margherita (en) : Gloria
- Tom Lenk (VF : Laurent Morteau) : Perry
- Lucas Fleischer (de) : M. Porter
- Suzanne Jamieson : Mme Porter

- Version française
  - Studio de doublage : ?
  - Direction artistique : Stéphane Marais[1]
  - Adaptation : ?